# 命令与征服 (2013年游戏)
《命令與征服：将军2》是發售中止的免費即時戰略遊戲，為命令與征服系列的最新作品，是Microsoft Windows的獨占作品。遊戲採用寒霜2引擎，由胜利游戏（曾隸屬BioWare）開發，美國藝電出版。遊戲中還將推出可下載的新增內容，包括新地圖、單位、派別和戰役任務。Victory Games也是繼西木工作室和美國藝電洛杉磯工作室（DICE洛杉磯前身）後，第三個負責該系列遊戲開發的工作室。勝利遊戲已於2013年10月29日宣佈本遊戲停止開發。

## 游戏介绍
该游戏的定位是一个平台，“将军2”将是这个平台的第一批游戏内容，将于2013年秋發布。以后可能还会有泰伯利亚、红色警戒等系列的内容，甚至出现大乱斗。

## 游戏模式
- 战役模式（含游戏剧情，将于2014年上线）
- 遭遇战模式（与玩家、AI交战）

## 收费模式
- 游戏本身不收费，但部分将军通过支付VP或CP解锁。VP通过现实货币购买，CP可在游戏中赚取。

## 游戏内容

### 将军2

#### 阵营
根据官网及官方推特透露的消息，“将军2”的故事里面将有3个阵营。
- 欧洲联盟（European Union），简称EU。

拥有该游戏中最先进的科技，强大的轨道炮、隐形以及无人机技术，使其能够重新崛起。战术主要为快速部署、闪电突袭；强大的空军队伍是他的左膀右臂，还拥有先进的磁道炮坦克与激光突击炮（类似红警2中的光棱坦克）以突破防线。欧盟曾在《将军：绝命时刻》中与中国结为“欧亚团结同盟”以取代因美军撤退而名存实亡的北约，但在经济恢复后又撕毁联盟条约，推行扩张政策、扶持卫星国、建立民族主义独裁统治企图与美国、中国抗衡。(背景故事中，显示EU支持一个GLA独裁者）
- 全球解放军（Global Liberation Army），简称GLA。

这个组织的神秘之处是他的科技与其实力不成正比，最基本的部队甚至在目前利比亚、叙利亚的战场上就能找到原型，比如皮卡改装的冲锋车、突击导弹车，卡车改装的四管加农炮，还有民用直升机改装的毒素直升机。其最为先进的部队也只不过在使用化学武器与脏弹而已。游击战是他一如既往的主要战术，自杀式攻击也是常用的手段。其主要理念从《将军》中的伊斯兰“圣战”变为了理想主义、自由主义与反帝国主义。这就是为什么在“第二次反GLA战争”（即本游戏描述的战争，《命令与征服：将军》与其资料片《绝命时刻》中的战争被称为“第一次反GLA战争”）中，GLA吸引了来自于五湖四海的支持者，而不像以前以中东、中亚的穆斯林为主。其资金来源也十分神秘，可能来源于其富裕的支持者，可能各地的军阀除了团结在GLA的旗帜下，其经济以自给自足为主。其领导中心可能在重要的行动中使用最忠实、强大的部队（就像《绝命时刻》中一样），而其他部队各自为战，这种可聚可散的本领或许就是他在十多年的围剿之下屹立不倒的原因（背景故事中，显示其与EU为同盟关系）
- 亚太联盟（Asian Pacific Alliance），简称APA。

亚太联盟经过了第一次GLA战争后进行了大规模的军事现代化。（页面存档备份，存于）其改变包括大量更新现代化装备，比如用双管T-80UM2“黑鹰”替代了59式“战神坦克”；苏-47替代了米格1.44；还有那同轴反转无尾桨版的武直-10，以及类似直-9的运输＋战术支援直升机，红卫兵退役了旧的半自动步枪并装备了弹夹前置版的95式自动步枪和三防服系统，坦克猎人用98式反坦克火箭筒取代了69式40毫米火箭筒。部队开始使用山猫突击车，并组建包括城市作战部队与隐形渗透部队在内的特种部队，取代了以前的大规模步兵集群。其主要的战术便是在炮兵部队与强化的空军支援下，进行地面突击，新的炎黄坦克、雷拳自行火炮（类似2S7自走砲）与Ka-29TB“蜗牛”突击运输直升机便是行动的主力。在《绝命时刻》中，中国抓住了美军败退的机会，一举成为世界的领导者，但与欧盟关系的破裂与GLA的重新崛起，迫使其组建亚太联盟（目前由中国、越南与统一的韩国组成）（背景故事中，显示其试图消灭EU和GLA，并向独联体国家、印度、非洲派出远征军）

#### 将军
遊戲中，玩家將扮演一位將軍指揮戰事。將軍與將軍之間在將軍技及戰鬥單位上等有所差別。每位玩家一開始即擁有三個陣營的基礎將軍（每個陣營各有一名基礎將軍），其餘的將軍需要付出相應遊戲點數開啟後方可使用。
| 阵营 | 头衔                  | 本名                                               | 故乡                 | 军衔       | 定位           |
| ---- | --------------------- | -------------------------------------------------- | -------------------- | ---------- | -------------- |
| EU   | 斗牛犬（Bulldog）     | 朱利安·巴特斯比（Julian Battersby）                | 英国                 | 中将       | 基础将军       |
| EU   | 水星红（Mercury Red） | 查尔斯·巴罗史密斯（Charles Barrowsmith）           | 英国                 | 四星上将   | 快速突击将军   |
| EU   | 幽灵（Ghost）         | 让－马利·格维路（Jean-Marie Gavel）                | 法国                 | 四星上将   | 侦查将军       |
| EU   | 代达罗斯（Daedalus）  | 迪迪尔·伯查（Didier Beauchamp）                    | 法国                 | 四星上将   | 空军将军       |
| EU   | 屠刀（Cleaver）       | 卡特琳娜·冯·霍夫斯坦特（Katerina Von Hoftstadter） | 德国                 | 少将       | 轨道炮将军     |
| EU   | 尖端（Cutting Edge）  | 埃贡·舒勒（Egon Schuller）                         | 瑞士                 | 四星上将   | 实验性武器将军 |
| EU   | 齐鸣（Salvo）         | 阿杰蒙比（Agembe）                                 | 苏丹                 | 中将       | 炮兵将军       |
| EU   | 母狼（Lupa）          | ？                                                 | 意大利               | ？         | ？             |
| APA  | 工头（Taskmaster）    | 萧日（Xiao Ri）                                    | 中国                 | 少将       | 基础将军       |
| APA  | 红色利箭（Red Arrow） | 常冬梅（Chang Dongmei）                            | 中国                 | 上将       | 火箭将军       |
| APA  | 猛兽（Beast）         | 朴江大（Park Kang-Dae）                            | 朝鲜半岛             | 大校       | 城区作战将军   |
| APA  | 炼狱（Inferno）       | 范关（Pham Quan）                                  | 越南                 | 上将       | 火焰将军       |
| APA  | 千阳（1000 Suns）     | 马慎（Ma Shen）                                    | 中国                 | 中将       | 原子能将军     |
| APA  | 黑杰克（Blackjack）   | 朱国智（Zhu Guozhi）                               | 中国                 | 大校       | 谍报将军       |
| GLA  | 战术家（Tactician）   | 马哈茂德·阿卜杜勒－穆哈绥（Mahmud Abdul-Muhsi）    | 也门                 | 上将       | 基础将军       |
| GLA  | 废品场（Junkyard）    | 奥塔拉克·纳扎尔巴耶夫（Ultarak Nazarbatev）        | 哈萨克斯坦           | 上将       | 回收将军       |
| GLA  | 崔克斯博士（Dr.Thrax) | （未提及）                                         | （未提及）           | （未提及） | 毒素将军       |
| GLA  | 硝基（Nitro）         | 阿德拉·巴斯柯娃（Adela Baskova）                   | 俄罗斯与格鲁吉亚边境 | （未提及） | 爆破将军       |
| GLA  | 野狗（Wild Dog）      | 摩斯·阿金吉德（Mose Akinjide）                     | 苏丹                 | （未提及） | 掠夺将军       |
| GLA  | 拼装师（Kitbash）     | 帕维尔·阿达梅克（Pavel Adamek）                    | 波兰                 | （未提及） | 工程将军       |
| GLA  | 死神（Muerta）        | 卡特里娜·波萨达（Catrina Posada）                  | 墨西哥               | （未提及） | 人海将军       |

注：以上翻译并非出自官方，所有资料以英文为准。

#### 突击队员
- EU：格哈德·克勞斯上校（Col. Gerhardt Krause）
- APA：「幽靈之刃」俞贤贞（Yu Hyun Jung, The Ghost Blade）
- GLA：操作者（The Operative）

## 游戏特性
- 支援DirectX 10/11；
- 采用寒霜2[1]，支持各种画面效果，如SSAO(屏幕空间环境光遮蔽)、实時光照及HDR Audio等；
- 支援Havok物理系統；

## 其它

### 转为免费模式
2011年12月9日，“命令与征服”系列游戏的官方网站宣布将开发新作《命令与征服：将军2（Command & Conquer: Generals 2）》，是《命令与征服：将军》的正统续作。然后十个月之后的2012年8月15日，官网宣布系列最新作将是免费游戏，命名为《命令与征服（Command & Conquer）》。日志透露《将军2》目前已开发的全部内容将置入新作之中。官方答疑显示，《将军2》的世界将是本新作的“第一个呈现的大礼包”。现在官网上已见不到《将军2》相关的栏目，换言之，本游戏将取代《将军2》发售，而《将军2》的游戏内容成为了2013年《命令与征服》的一部分。

### 停止開發
勝利遊戲已於2013年10月29日宣佈本遊戲停止開發。